# Ptiliinae
Ptiliinae — крупнейшее подсемейство перокрылок. В него входят около 80 % родов этих мельчайших жучков. Многие таксоны, однако, всё ещё не описаны. К Ptiliinae относятся древнейшие перокрылки, найденные в меловом бирманском янтаре.
Представителей подсемейства обычно находят в гниющем органическом материале. Кладка чаще всего содержит единственное очень крупное яйцо, иногда размером с самого жука.

## Избранные рода
Триба Discheramocephalini
- Discheramocephalus

Триба Ptiliini
- Achosia
- Actidium
- Actinopteryx
- Africoptilium
- Astatopteryx
- Bambara
- Baeocrara
- Championella
- Cissidium
- Cnemadoxia
- Cochliarion
- Dipentium
- Etronia
- Euryptilium
- Gomyella
- Kimoda
- Kuschelidium
- Leaduadicus
- Leptinla
- Malkinella
- Micridina
- Micridium
- Microptilium
- Millidium
- Motschulskium
- Myrmicotrichis
- Neotrichopteryx
- Nossidium
- Notoptenidium
- Oligella
- Ptenidium
- Ptenidotonium
- Pterycodes
- Pteryx
- Ptiliola
- Ptiliolum (Ptiliolum nemtsevi)
- Ptilium
- Ptinella
- Ptinellodes
- Rioneta
- Skidmorella

Триба Nanosellini
- Baranowskiella
- Cylindrosella
- Cylindroselloides
- Fijiselloides
- Garicaphila
- Hydnosella
- Isolumpia
- Limulosella
- Mikado
- Nanosella
- Nellosana
- Nellosanoides
- Nepalumpia
- Paratuposa
- Phililumpia
- Porophila
- Scydosella
- Scydoselloides
- Suterina
- Tasmangarica
- Throscidium
- Throscoptilium
- Throscoptiloides
- Throscosana
- Vitusella